# Draba norvegica
Draba norvegica — вид трав'янистих рослин родини капустяні (Brassicaceae), поширений на північному сході Північної Америки та на Європі.

## Опис
Це багаторічні поодинокі трав'янисті рослини. Базальний каудекс рідко або помірно густо вкритий залишками листя, поодинокий або розгалужений, утворюючи одну або кілька розеток, формуючи невеликі купини. Кожна розетка потенційно з одним квітковим стеблом без або з 1–2 листками. Квіткові стебла висхідні, більш-менш подовжуються під час і після цвітіння до 10–15 см, від рідко до густо запушені, рідше голі. Листки чергові, тьмяно-зелені, до 15 × 5 мм (рідко більше), цільні або з 1–2 зубцями з кожного боку, обернено-яйцевиді еліптичні, або обернено-ланцетні, вершини гострі. Верхня і нижня поверхня листа від рідко до густо запушена, волосками до 0,3–0,4 мм; краї листків запушені довгими волосками до 15 мм.
Суцвіття — китиці, в основному з 5–10 квітами, короткі спочатку й подовжуються в плодовій стадії до 2–4 см. Квітконіжки ≈ 2–4 мм, з волосками. Квіти радіально симетричні з 4 вільними чашолистками й пелюстками. Чашолистки до 3 × 2 мм, яйцеподібні або еліптичні, блідо-сірувато-зелені, з (від вузьких до помірних) білими краями. Пелюстки білі, 2,5–3,2 × 1,0–1,4 мм. Плоди — стручки 5–8 × 2–4 мм, від довгастих до ланцетно-еліптичних, голі або запушені. Насіння 6–8(10) у кожній комірці, довгасте, до 1,2 × 0,9 мм, середнього коричневого забарвлення. 2n = 48 (6x).

## Відтворення
Статеве розмноження насінням; немає вегетативного розмноження. Квітки помірно великі й, імовірно, іноді запилюються комахами. Немає спеціального пристосування до поширення насіння.

## Поширення
Північна Америка (Ґренландія, Північна Канада), Європа (Велика Британія, Фарерські острови, Фінляндія, Ісландія, Норвегія, Шпіцберген, Швеція, Північноєвропейська Росія).
Населяє місця з невеликою кількістю рослинного покриву і високим рівнем інсоляції (щебенисті схили, сухі хребти, полярна пустеля, узбіччя та інші порушені ділянки, іноді скельні уступи). Росте на субстратах з кислою або приблизно нейтральною реакції ґрунту (рН), рідко на основних ґрунтах.